# 野上弥生子
野上 弥生子（のがみ やえこ、本名：野上 ヤヱ〈のがみ やゑ〉、旧姓：小手川、1885年〈明治18年〉5月6日 - 1985年〈昭和60年〉3月30日）は、日本の小説家。大分県臼杵市生まれ。夏目漱石の紹介で『縁』を発表して以来、写実主義に根差す作風と、理知的リアリズムとで市民的良識を描き続け、明治から昭和末期まで80年余の作家活動を行った。日本芸術院会員、文化功労者、文化勲章受章者。

## 略歴

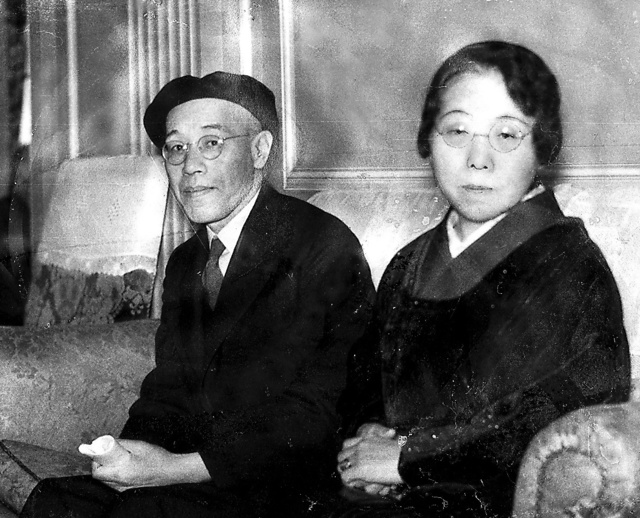
野上豊一郎と野上弥生子（1939年）

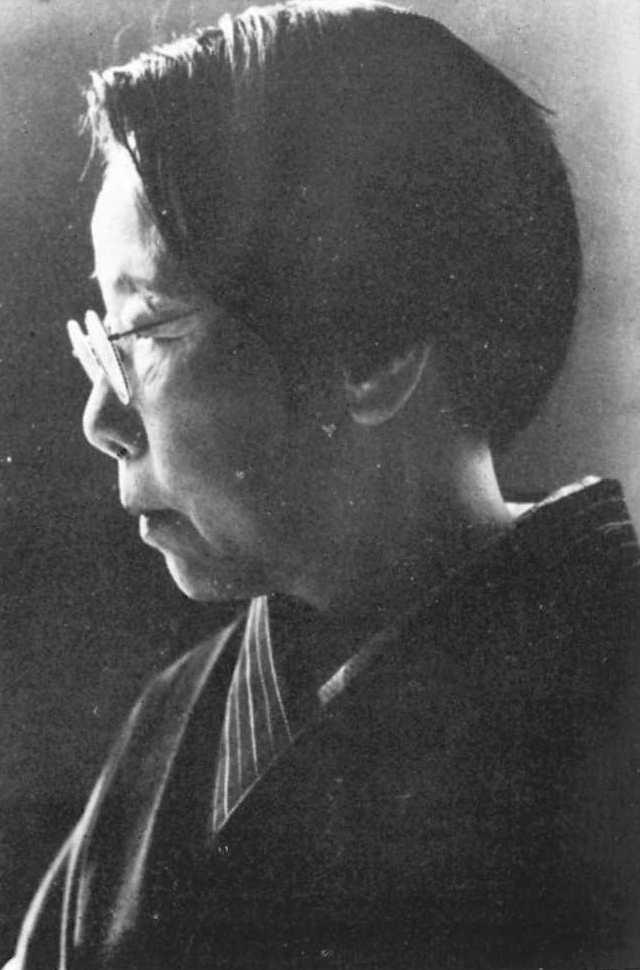
1952年

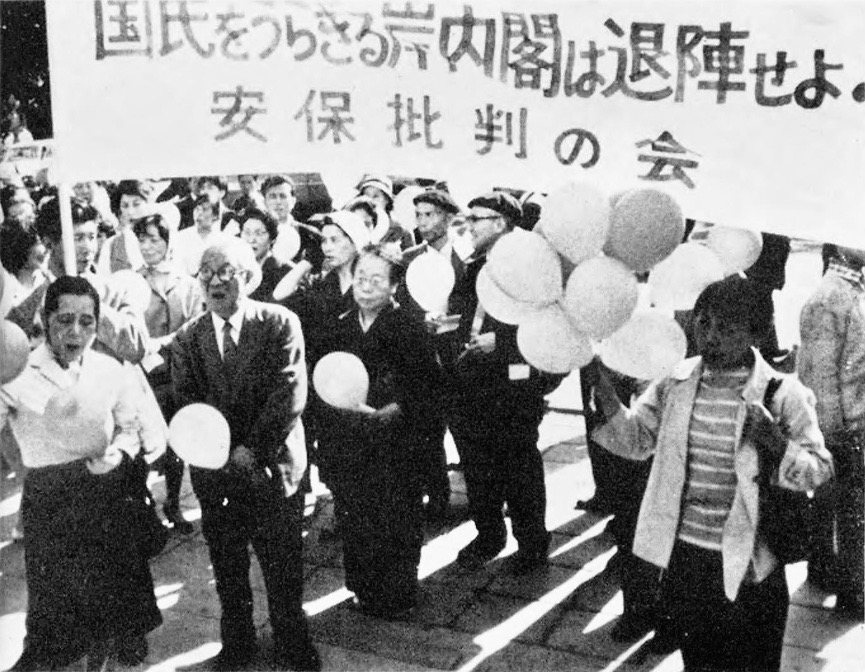
文化人や芸術家によって結成された「安保批判の会」の安保反対のデモ。旗の前にいる人物は左から深尾須磨子、青野季吉、野上弥生子、朝倉摂。その後ろに写っているのは壺井重治、岸輝子、佐多稲子、三宅艶子ら。

フンドーキン醤油の創業家に生まれた。14歳の時に上京し、明治女学校に入学する。1906年に夏目漱石門下の野上豊一郎と結婚した。漱石と直接会うことは少なかったが主に書簡を通じて指導を受け、1907年、漱石の推薦によって『ホトトギス』に『縁』を発表し、作家デビューを果たした。漱石から受けた「漫然として年をとるべからず文学者として年をとるべし」という言葉を「生涯の御守り」とし、99歳で死去するまで現役の作家として活躍した。法政大学女子高等学校名誉校長も務め、「女性である前にまず人間であれ」の言を残した。
昭和初年のプロレタリア文学が流行した時代には、社会進歩のための活動の中にあった非人間的な行動を追及した『真知子』を発表する一方で、思想と行動について悩む青年に焦点をあてた『若い息子』『哀しき少年』などを書き、また日本が戦争へ傾斜していく時期には、時流を批判した『黒い行列』（戦後、大幅に加筆して長編『迷路』に発展させる）と、良識ある知識階級の立場からの批判的リアリズムの文学を多く生み出した。中条（宮本）百合子や湯浅芳子とも交友を持ち、『真知子』は、百合子の『伸子』を意識して書いた作品であるといわれ1920年代の女性の生き方を描いた作品として日本文学に大きな位置を占めている。第二次世界大戦が勃発した時期にはちょうど夫とともにヨーロッパに滞在しており、その前後の紀行文『欧米の旅』（現在は岩波文庫全3巻）はこの時期の激動の証言としての価値も高い。
戦後、弥生子は宮本百合子が中心人物であった新日本文学会に賛助会員として加わったがまもなく辞退している。しかし百合子との交友は続き、1951年に百合子が亡くなったあとも、命日には宮本家に花を贈ることを恒例としていた。宮本側からも1950年に亡くなった豊一郎の命日には、毎年花が贈られてきたという。
戦後も知識人の生き方を問う作品は多く、戦時下には書けなかった『黒い行列』の続編『迷路』で、敗戦までの日本の知識層のさまざまな生き方を重層的に描き、その後は秀吉という政治的人間と芸術的人間・利休の葛藤を描いた『秀吉と利休』を発表した。最晩年には、自らの少女時代の周辺のひとびとから材料をとった『森』を執筆していたが後数章を残し完結には至らず、それが絶筆となった。また『迷路』が完結した後に舞台となった中国を訪問し、延安まで足を伸ばすなど行動力も旺盛であった。
1956年の ハンガリー動乱に際しては、「ロシアといえば、第二次戦争の後漸くできあがったハンガリアの人民民主政体が一度独占資本家、地主、…軍人の支配に逆転しようとするのを、少々粗暴に引き戻そうとしたわけで…」と武力介入したソ連を擁護し、動乱により発生したハンガリー難民を救済しようとした〈日本ハンガリー救援会〉の活動を、「事件が起こるまで「ハンガリー」がどこにあるかすら知らなかった者が、にわかに地球儀を買いに走り、またにわかに募金活動をはじめだす光景に複雑な思いがする」、と批判した。
1967年4月に行われた東京都知事選挙では、美濃部亮吉の選挙母体「明るい革新都政をつくる会」の代表委員に名を連ねた。
1985年3月30日、老衰のため成城の自宅で死去した。99歳没。戒名は天寿院翰林文秀大姉、墓所は鎌倉の東慶寺にある。弥生子が亡くなる直前までの日記が全集に入っている。

## 人物
弥生子は昭和初期から約60年、北軽井沢の大学村に春から秋にかけて過ごしていた。最近では、同じく北軽井沢に隠遁生活を送っていた哲学者の田邊元と密かな恋愛関係にあったことが判明し、その往復書簡300通余りが『田辺元・野上弥生子往復書簡』として岩波書店から刊行されている。
若い頃、豊一郎の一高時代の同期生として知り合った中勘助に愛の告白をしたことがあり、その後何十年もわだかまりを抱き続けた。この一件は、巌本善治の失脚、法政騒動（豊一郎が大学を追われた学内紛争）と並び、弥生子の人生の腐植土になった出来事だったと述べている。晩年、夫の死をきっかけに中とは再会し、中が没するまで交流が続いた。

## 関連施設

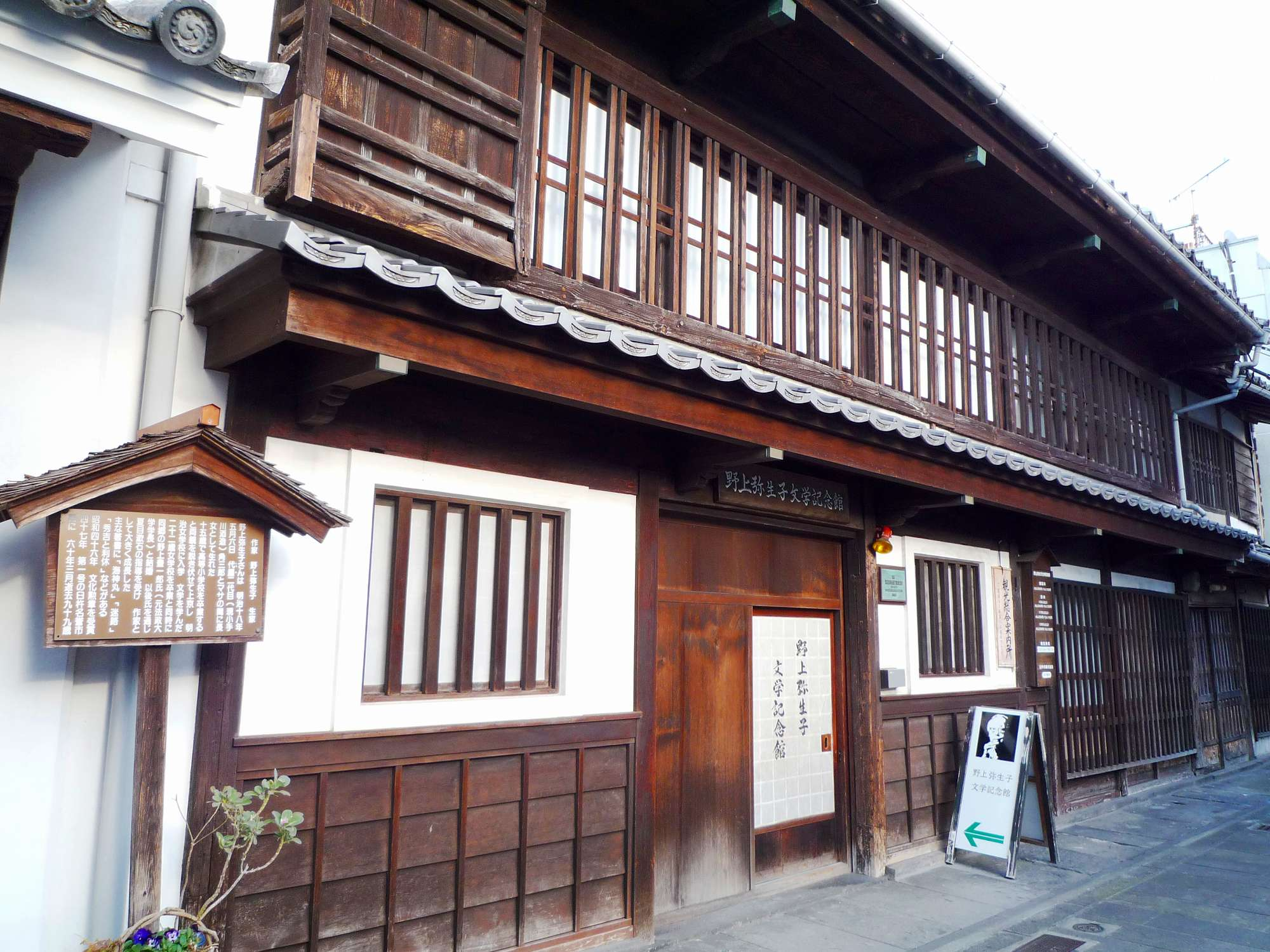
野上弥生子文学記念館（大分県臼杵市）

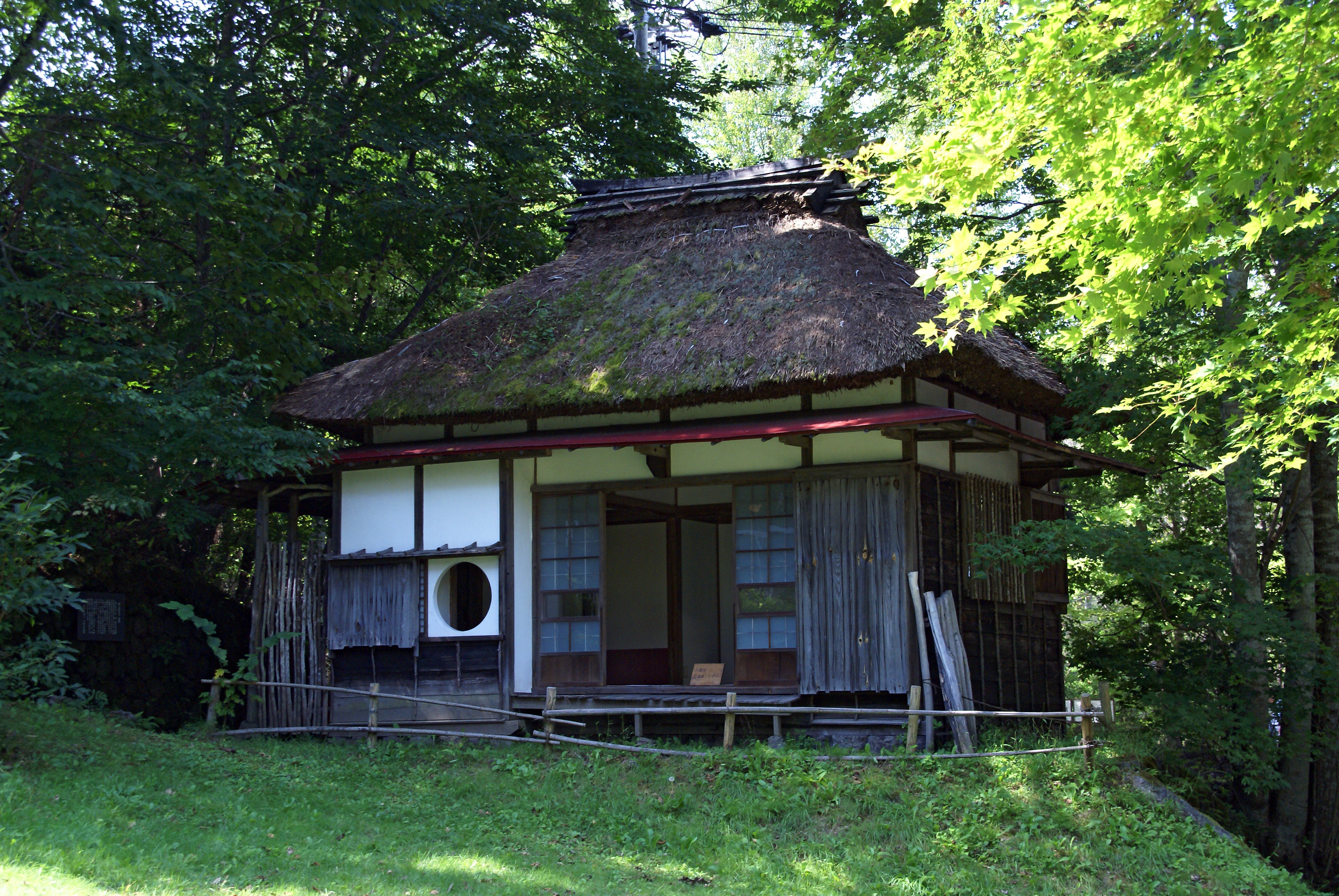
軽井沢高原文庫に移築された野上弥生子の書斎兼茶室

- 野上弥生子文学記念館
臼杵市にある弥生子の生家（小手川酒造）の一部を改装した記念館で、1986年に開設された。
- 軽井沢高原文庫
軽井沢町の軽井沢高原文庫に北軽井沢の山荘の離れ（書斎兼茶室）が1996年に移築された。

## 親族
- 父・2代目小手川角三郎（酒造業、資産家。二十三銀行監査役[8]）- 1850年生。旧名・常次郎。海部郡原村の農民だった先代角三郎（旧名・悦次郎）が臼杵の酒屋に奉公したのち「代屋」の屋号で独立し、臼杵の御三家の一つと称されるほどの成功を収め、長男の常次郎が1875年に家督を継いで2代目となった[9]。
- 夫・野上豊一郎
- 長男・野上素一（京都大学教授、イタリア文学者）- 東大言語学科卒。イタリア留学中ローマでハンガリー女性マルギットと結婚し娘・光子をもうけるも帰国後離婚、のちに千葉亀之助の長女・静と再婚。
- 次男・野上茂吉郎（東京大学教授、物理学者) - 東大物理学科卒。九州大学、学習院大学の教授を経て東大物理学教授、定年後法政大学工学部教授[10]。妻・正子は高野岩三郎とドイツ人妻バルバラの三女。
- 三男・野上耀三（東京大学教授、物理学者) - 東大工学部機械工学科卒。海軍技術研究所勤務（技術大尉）を経て戦後東大理学部物理学科に再入学、東大理学部教授となり、定年後明星大学教授[10]。妻・三枝子は市河三喜・晴子（渋沢栄一の孫、穂積陳重の三女）夫妻の一人娘。保守派論客で哲学者の長谷川三千子はその娘。
- 叔父・小手川金次郎（フンドーキン醤油創業者）- 父・角三郎の弟。角三郎の酒造の空いている時期の「麹むろ」を使用し、醤油・味噌の製造を手掛ける[9][11]。次女のテツは角三郎の長男・次郎（1889年生、弥生子の異母兄）に嫁がせ（のち離婚）、角三郎の次男・武馬（1891年生）を養子にとって2代目金次郎とした[8]。
- 叔父・小手川豊次郎（経済学者、二三銀行頭取[12]）- 父・角三郎の弟。1867年生。豊次郎はせむしのため三尺ほどの短躯だった[9][13]。英吉利法律学校（現在の中央大学）の受験に失敗したため、アメリカに留学してミシガン大学でPh.D.を取得、帰国後日本銀行調査課に勤務したほか、台湾協会の評議員（1898年）を務め、田川大吉郎らと普選運動に関わり普通選挙連合会の代表委員（1906年）となり、代議士に立候補したこともあった[9][14][15][16][17]。「三尺坊」「ハイカラーの小手豊」などとあだ名された[18]。黒岩涙香によると、赤坂春本の芸者・小稲を落籍し妾とした[19]。経済の専門家として早稲田大学や東邦協会など各所で講演を行なったほか[20]、『戦後の経済』、『金貨本位制・万国複本位制』、『足尾鉱毒問題解決処分』などの著作をなした。『経済評論』(1901年創刊、1912年廃刊[21])主筆をしていた1903年には窃盗詐欺取財および委託金費消の嫌疑により警視庁に拘引された[22]。弥生子は1900年に上京し、豊次郎の弥生町の自邸から明治女学校に通い、1920年代に書いた「準造もの」と呼ばれる四部作（『澄子』『準造とその兄弟』『お加代』『狂った時計』）などでこの叔父を描いている[9]。

## 受賞歴
- 1948年 - 日本芸術院会員[23]
- 1957年 - 『迷路』で第9回読売文学賞[24]
- 1964年 - 『秀吉と利休』で第3回女流文学賞[25]
- 1965年 - 文化功労者
- 1971年 - 文化勲章[26]
- 1981年 - 第51回朝日賞[27]
- 1986年 - 『森』で日本文学大賞[28]

## 著書
- 『人形の望』實業之日本社〈愛子叢書〉、1914年。doi:10.11501/12503463。 NCID BA69677706。
- 『新しき命』岩波書店 1916年 のち角川文庫
- 『海神丸』春陽堂（ヴエストポケツト傑作叢書） 1922年 のち岩波文庫（改版）、角川文庫
- 『小説六つ』改造社 1922年
- 『人間創造』岩波書店、1926年。doi:10.11501/1183903。全国書誌番号:43051864。

内容:「人間創造」「靈魂の赤ん坊」「縛られた者」「綾の鼓」「邯鄲」「藤戶」「祕密」
- 『大石良雄』岩波文庫 1928年、のち改版
- 『小さき生きもの』 岩波書店 1928年
- 『真知子』鉄塔書院 1931年 のち角川文庫、岩波文庫（上下）、新潮文庫
- 『入学試験お伴の記』小山書店 1933年
- 『若き友への手紙 子供の研究と教育叢書 第8』刀江書院 1936年
- 『妖精圏』中央公論社 1936年
- 『秋風帖』相模書房 1937年
- 『虹の花』中央公論社 1937年
- 『お話 小さき人たちへ』岩波書店 1940年
- 『藤』甲鳥書林 1941年
- 『朝鮮台湾海南諸港』野上豊一郎共著 拓南社 1942年
- 『山姥』中央公論社 1942年
- 『お能の物語』小学館（少国民日本文学） 1943年
- 『欧米の旅』岩波書店 1942年-1943年、岩波文庫（上中下） 2001年
- 『山荘記 正・続』生活社（日本叢書） 1945年-1946年
- 『草分』小山書店 1947年
- 『山彦』生活社 1947年
- 『迷路』第1・2部 岩波書店 1948年 のち文庫、角川文庫
- 『鍵』実業之日本社 1948年
- 『おばあさんと子ブタ』中央公論社（ともだち文庫） 1949年
- 『野上彌生子選集』 全7巻 中央公論社 1949年-1952年
- 『迷路』第3-4部 岩波書店 1952年 のち文庫
- 『若き姉妹よいかに生くべきか』岩波書店（岩波婦人叢書） 1953年
- 『政治への開眼 若き世代の友へ』和光社 1953年
- 『迷路』第5-6部 岩波書店 1954年-1956年、のち新編・岩波文庫（上下） 1984年、ワイド版2006年
- 『若き女性と語る』角川新書 1955年
- 『お能・狂言物語 日本少年少女古典文学全集』弘文堂 1956年
- 『私の中国旅行』岩波新書 1959年
- 『秀吉と利休』中央公論社 1964年 のち新潮文庫、中公文庫、各・改版
- 『鬼女山房記』岩波書店 1964年
- 『哀しき少年』偕成社（ジュニア版日本文学名作選） 1966年
- 『笛・鈴蘭』岩波書店 1966年、「大石良雄・笛」岩波文庫 1998年
- 『随筆 一隅の記』新潮社 1968年
- 『花 随筆集』新潮社 1977年 のち文庫
- 『若い息子』新日本文庫 1978年
- 『森』新潮社 1985年 のち文庫。解説篠田一士
- 『野上弥生子随筆集』（竹西寛子編） 岩波文庫 1995年
- 『野上弥生子短篇集』（加賀乙彦編） 岩波文庫 1998年
  - 『死』、『或る女の話』、『茶料理』、『哀しき少年』、『山姥』、『明月』、『狐』

### 全集・書簡
- 『野上彌生子全集』 全23巻・別巻3 岩波書店 1980年-1982年
『秋の一日』（2017年度センター試験国語出題）は第1巻「小説1」に収載
- 『野上弥生子日記 震災前後』岩波書店 1984年
- 『野上彌生子全集』第2期 全31巻 岩波書店 1986年-1991年
日記、翻訳、随筆、書簡、など
- 『野上彌生子全小説』 全15巻 岩波書店 1997年-1998年
『秋の一日』は第1巻「縁 父親と3人の娘」に収載。全集版での再刊
- 『山荘往来 野上豊一郎・野上弥生子往復書簡』宇田健編、岩波書店 1995年
- 『田辺元・野上弥生子往復書簡』竹田篤司・宇田健編、岩波書店 2002年、岩波現代文庫（上下） 2012年

### 翻訳
- トマス・ブルフィンチ『傳説の時代』尚文堂、1913年。序文は夏目漱石(夏目金之助)
『The Age of Fable』の翻訳、春陽堂（1922年）。岩波文庫（1927年）、完訳改版（上下、1953年）。現行は『ギリシア・ローマ神話 付 インド・北欧神話』岩波文庫、1978年。岩波少年文庫、ワイド文庫版でも刊行。
- ヨハンナ・スピリイ『ハイヂ』世界少年文学名作集 第8巻 家庭読物刊行会 1920年、のち「アルプスの山の娘」岩波文庫
- セルマ・ラゲルレェフ『ゲスタ・ベルリング』世界少年文学名作集 第16巻 家庭読物刊行会 1921年
- ソーニャ・コヴァレフスカヤ『ソーニャ・コヴァレフスカヤ 自伝と追想』岩波書店、1924年 のち文庫
- チヤールズ・ラム、メアリ・ラム『沙翁物語』 岩波文庫、1932年、他に「シェイクスピア物語」岩波少年文庫
- エレナ・ポオタア『美しき世界』中央公論社 1940年
- トマス・ブルフィンチ『中世騎士物語』岩波文庫 1942年、改版1980年
『The Age of Chivalry』の翻訳。アーサー王物語を中心とした中世の騎士物語集。
- ヨハンナ・スピリ『コルネリの幸福』愛宕書房 1946年 のち角川文庫
- ロバート・ローソン『うさぎの丘』小峰書店 1950年
- ロバート・ローソン『うさぎのラバット』小峰書店 1950年
- イルムガルト・リッテン『黒い灯』和光社 1954年

## 関連文献
- HKW（制作・著作）『野上弥生子 小説と婦人運動家たち』大阪府男女共同参画推進財団〈Women pioneers 女性先駆者たち 10〉、2011年。 NCID BB06376564。
  - DVD。出演 - 野上弥生子、縫田曄子、制作協力 - 林葉子、インタビュー収録 - 1976年
- 亀井美由紀「野上弥生子論」『国文研究』第40巻、熊本女子大学国文談話会、1995年3月、101-123頁、CRID 1050564287797220992、ISSN 0914-8345、NAID 120006550110。
- 陳淑梅「野上弥生子の問題意識試論-『真知子』と『若い息子』を中心に-」『明治大学日本文学』第18巻、明治大学日本文学研究会、1990年8月、64-71頁、CRID 1050294584547822336、hdl:10291/10144、ISSN 0289-2995、NAID 120002908804。
- 松本常彦「野上彌生子「母親は何故に子供を愛するか」をめぐって :『野上彌生子全集』未収録資料の紹介を兼ねて」『九大日文』第16巻、九州大学日本語文学会、2010年10月、38-53頁、CRID 1390572174717211264、doi:10.15017/19887、hdl:2324/19887。
- 瀬沼茂樹『野上彌生子の世界』 岩波書店、1984年